# 1-es busz (Budapest)

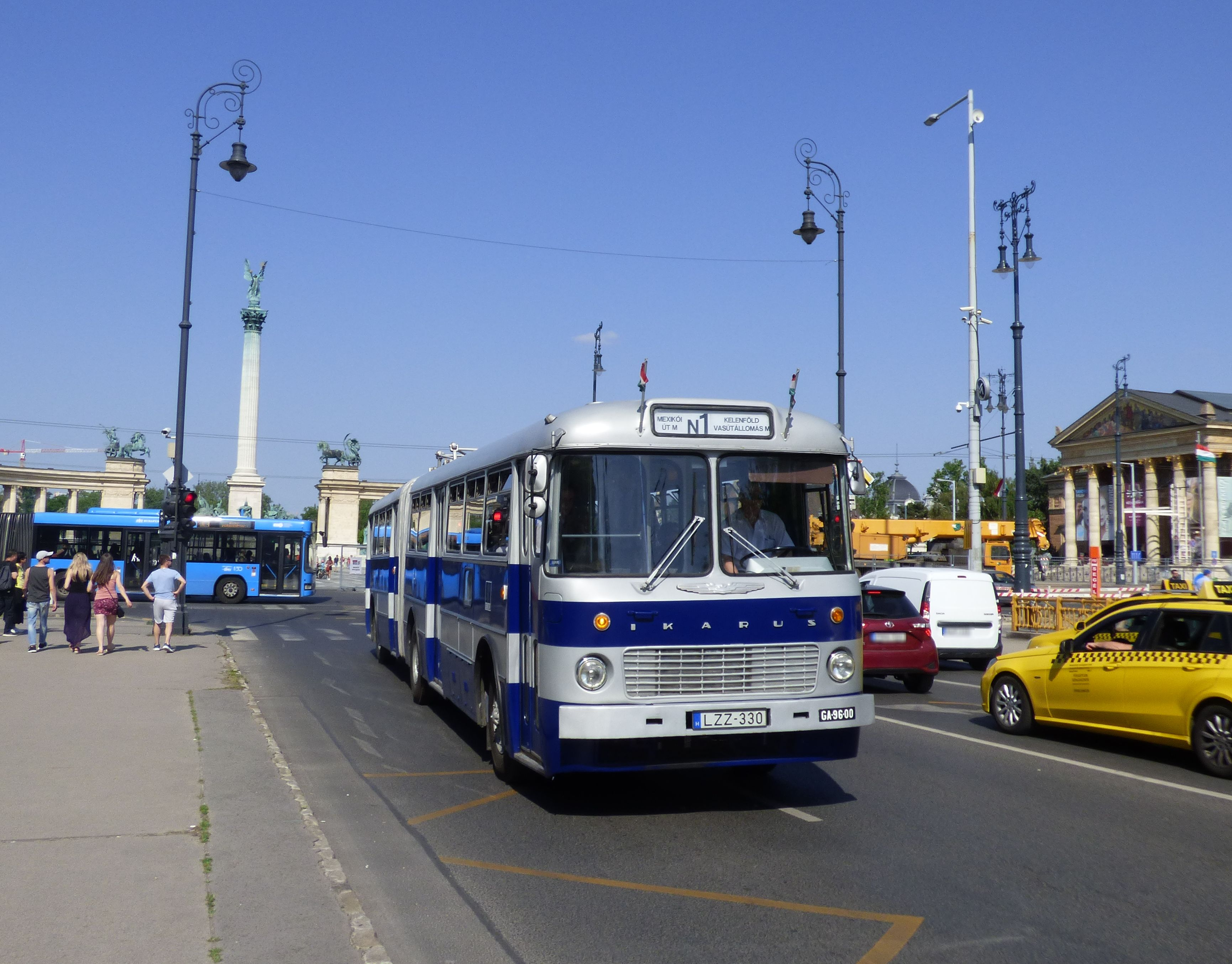
Ikarus 180-as nosztalgiabusz az 1-es busz vonalán 2018 májusában

A budapesti 1-es jelzésű autóbusz az Etele tér, Kelenföldi pályaudvar és a Mexikói út között közlekedett. A járatot a Budapesti Közlekedési Vállalat üzemeltette.

## Története
1915. március 1-jén, reggel 7 órakor 1-es jelzéssel indult el Budapest első autóbuszvonala az Aréna út (napjainkban Dózsa György út) és a Vilmos császár út (napjainkban Bajcsy-Zsilinszky út) között. A 2,8 km hosszú vonalon egy emeletes akkumulátoros és egy egyszintes benzinmotoros busz közlekedett a Székesfővárosi Közlekedési Vállalat (SzKV) üzemeltetésében.
1915. október 13-án meghosszabbították a Kígyó térig (ma Ferenciek tere).
Az első világháború okozta gazdasági nehézségek okán (benzin-, gumihiány) a járat 1917. április 11-étől szünetelt és csak 1921. szeptember 24-én indult újra korábbi végállomásai között (a Kígyó tér ekkor már az Apponyi tér nevet viselte), Bécsből használtan vásárolt akkumulátoros buszokkal, a Budapest Fővárosi Közlekedési Vállalat (BFKV) üzemeltetésében.
Az üzemeltetést 1923. január 1-jétől a Székesfővárosi Autóbuszüzem (SZAÜ) végezte.
A 20-as években az egyre növekvő gépjárműforgalom következtében a belvárosi közlekedés a szűkös utcákon nehézkessé vált. Ennek következtében - az országban elsőként - 1927. április 8-án a budapesti rendőrfőkapitány egyes belvárosi utcák esetében ún. egyfázisú (mai elnevezés szerint egyirányú) utcákat jelölt ki az akadálymentes haladás érdekében. E módosítás az 1-es járat útvonalát is érintette. A szükséges munkálatok elvégzése, így például megállóhelyek áthelyezése után, április hónap végén az autóbuszok útvonala módosult: az Apponyi (volt Kígyó) tér felé haladó kocsik a Városház utca helyett a Petőfi Sándor utcán, az Aréna út felé haladók a Duna utcán és Váci utcán át közlekednek. A Városház utcában megszűnt az autóbusz-közlekedés. Ezzel egyidejűleg megszűnt a régi végállomás, mely a Kígyó utcában helyezkedett el. Az új végállomás a túloldalra, a Veress Pálné utca - Duna utca kereszteződéséhez került.
1927. július 19-től az Aréna út felé közlekedő kocsik útvonalát egyszerűsítették: a Wurm utca - József tér (ma Wekerle Sándor utca - József nádor tér) helyett egyenesen a Dorottya utcán haladtak és ott kanyarodtak rá a Tisza István (ma József Attila) utcára.
Az 1928 év elején történt 16 darab autóbusz beszerzése újabb viszonylatok megindítását tette lehetővé, s egyúttal a meglévő rendszer felülvizsgálat alá került. A városvezetés közlekedési bizottsága az autóbuszközlekedés új központját (ahol a legtöbb vonal találkozik, illetve kiindul) a Vörösmarty téren képzelte el, itt a kor viszonyaihoz képest tágas hely állt rendelkezésre. Február 15-étől az 1-es járat számára itt jelölték ki a végállomást, és az Apponyi térig vezető további szakaszt felhagyták (a kieső szakaszt a szintén ekkor meginduló 15-ös busz látta el). Tehát e naptól kezdve a járat csak az Aréna út – Vörösmarty tér között közlekedett. A változás fő oka hármas: egyrészt a már korábban említett belvárosi zsúfoltságot próbálták enyhíteni a buszok kiszorításával, az új 15-ös járattal való párhuzamosságot a meglévő kisszámú kocsiállomány nem tette lehetővé, de utasforgalmi okok is közrejátszottak. A Vörösmarty tér – Apponyi tér szakasz a korabeli viták alapján meglehetősen kihasználatlan szakasz volt, ugyanis a végállomásig szóló buszjegyek drágábbak voltak, a szakaszhatárt pedig a Vörösmarty tér képezte: sokan inkább leszálltak és gyalog folytatták útjukat a mindössze két megállót tartalmazó szakaszon (az Aréna út felé a kihasználtsági adatok viszont jók voltak, mivel a városi bevásárlás után csomagokkal hazaigyekvők már nem választották a gyaloglást).
A vonal lerövidítése és így kialakult a kényelmetlen átszállások miatt sok utaspanasz érkezett, ezért amint újabb autóbuszokat szállítottak le, a SZAÜ a járat útvonalát meghosszabbította egészen a Fővám térig. E módosítás 1928. március 6-án lépett életbe. Az Apponyi térig tartó szakasz a korábban megszűnt útvonallal azonos volt, tovább a Fővám tér felé a Veres Pálné utcán, visszafelé a Váci utcán át közlekedtek a kocsik. A Buda felé történő hosszabbítás már ekkor adta magát, ám az banális okokból nem valósulhatott még meg: a Fővám téri piac vásári bódéi fizikálisan akadályozták a buszok felhajtását a Ferenc József (ma Szabadság) hídra.
1928. szeptember 24-én végül megvalósult a meghosszabbítás, a piaci állapotok rendezésével az autóbuszok immár Budára, a Szent Gellért térig közlekedtek. A vonal megnövekedett hossza indokolttá tette egy betétjárat – a fővárosban ez volt az első betétjárat – indítását, így e naptól kezdve a elindult az Aréna út és az Apponyi tér között a 11-es jelzésű járat, mely mindennap reggel 7 és este között közlekedett.
1929-ben a városligeti Millenniumi hídon (ma Zielinski híd) megerősítési munkálatokat végeztek, így ez év nyarán már lehetővé vált, hogy autóbuszok közlekedjenek rajta. Az 1-es és 11-es viszonylatokat 1929. május 30-ától a nyári idény időtartamára a Széchenyi fürdőig meghosszabbították. A nyári közlekedési rend végül kitolódott az őszi időszakra is.
1929. augusztus 16-án az 1-es járat útvonalát a Horthy Miklós (ma: Móricz Zsigmond) körtérig hosszabbították meg, a betétjárat útvonala változatlan maradt.
1929. november 28-ától már csak a 11-es járat közlekedett a Széchenyi fürdőhöz, az 1-es járat végállomása visszakerült az Aréna úthoz. Erre a módosításra azért volt szükség, mert a téli idényben elegendőnek látták a szűkebb üzemidejű betétjárattal ellátni a fürdő közönségét. E módosítás következtében a 11-es klasszikus betétjárat jellege (az alapjárat útvonalát teljességgel lefedi) megszűnt. Ez az állapot 1930. május 15-éig állt fenn, amikor a nyári idényre ezt a végállomási rendet megcserélték: ekkortól az 1-es közlekedett a fürdőhöz, a 11-es pedig csak az Aréna útig. A váltott rendszer 1930 őszén szintén érvényben volt, 1930. október 15-étől tehát megint a 11-es járt ki a Széchenyi fürdőhöz, és egyúttal meghosszabbították a Horthy Miklós körtérig. Így az a furcsa helyzet állt elő, hogy az alapjárat (Aréna út – Horthy Miklós körtér) rövidebb szakaszon közlekedett a betétjáratánál (Széchenyi fürdő – Horthy Miklós körtér). Az 1931-es nyári idényt már más rendszerben oldották meg: 1931. május 19-étől az 1-es szokásos módon a Széchenyi fürdőig hosszabbodott, de a 11-es nem rövidült le, hanem közlekedését őszig teljesen szüneteltették.
1931. június 20-ától kezdődően a nyári időszakban szombat és vasárnapokon az 1-es buszok nem a Millenniumi hídon, hanem az Állatkerti körúton közelítették meg a fürdőt. Az intézkedés célja volt, hogy a frekventált időszakban a szórakoztató létesítmények (állatkert, cirkusz) elérhetősége javuljon.
A nyári idény után, szeptember 28-ától a 11-es járat újraindult a Széchenyi fürdő és Horthy Miklós körtér között, az 1-es pedig az előző évekhez hasonlóan az Aréna útig rövidült.
A növekvő közúti forgalom és a hosszú menetidő miatt a két viszonylat hangolása egyre több nehézségbe ütközött, ezért végül a 11-es viszonylat megszüntetése, illetve kapacitásának az 1-es járatba olvasztása mellett döntöttek október 10-én üzemzárással. Ettől kezdve tehát csak az 1-es közlekedett, téli menetrendben az Aréna útig, nyári menetrendben pedig a Széchenyi fürdőig (ez a rendszer egészen 1939-ig fennállt). Az intézkedés közvetett oka a gazdasági válság hatása révén bekövetkező járatritkítási „program” volt, az autóbuszok üzem- és követési ideje városszerte számottevően csökkent.
1933. október 1-jén a Horthy Miklós körtértől a Lenke térig (ma Kosztolányi Dezső tér) hosszabbították az újonnan épült társasházak kiszolgálására.
1938. január 3-ától a Ferenc József hidat átépítés miatt lezárták, ekkortól kezdve a járat az Erzsébet hídon keresztül közlekedett, ez az 1943-as megszüntetésig így is maradt.
A második világháború miatt kialakult gumiabroncshiány következtében 1943. november 9-étől szünetelt a közlekedés a vonalon.
A fentieken kívül fontos kitérni a járat szerepére a Városligetben 1925 óta évente megrendezett Árumintavásár (később BNV) kiszolgálásában. 1929-től az 1-es járatot is bevonták: eleinte az 1-es vagy 11-es járatot sűrítették és hosszabbították meg a vásár időtartamára, 1931-ben emellett még egy betétjáratot is indítottak 1A jelzéssel az Apponyi tér és az Árumintavásár között. Az 1A 1932-ben már csak az Oktogontól indult és ez a forma a későbbi vásárok során állandósult. Például 1938. április 29-étől május 9-éig, 1940. április 26-ától május 6-áig,  valamint 1941. május 2-ától 12-éig is közlekedett az 1A jelzésű betétjárat a Mussolini tértől (ma Oktogon) a városligeti Vásár területére.
A járat csak 1945. július 2-án indult újra az Eskü út (ma Szabadsajtó út) és a Gellért tér között, immáron a pontonhíddal kiegészített Ferenc József hídon (Szabadság híd) keresztül. 1945. november 21-étől, miután a Lánchíd pótlására elkészült az ún. Petőfi pontonhíd, a járat ezen keresztül jutott át Budára. E módosítás mindössze 2 napig volt érvényben, ugyanis szakértők javaslatára november 23-ától visszahelyezték a Ferenc József hídra, mivel az új pontonhíd nem bírta el a zsúfolt autóbuszokat. A járat 1945. december 15-étől a Ferenc József híd javítási munkálatai miatt kettéosztva közlekedett a híd érintése nélkül. Bár a forrás nem közöl végállomásokat, vélhetően ekkor már a Gellért tér helyett a Móricz Zsigmond körtérről indultak a kocsik, másként nem lett volna értelme a kettéosztásnak.
1945. december 22-étől a jégzajlás miatt életveszélyessé váló híd, valamint gumiabroncshiány okán szünetelt a forgalom. 1946. február 18-án újraindították, de átmenetileg kettéosztva: Budán a Szilágyi Dezső tér és a Móricz Zsigmond körtér, Pesten a Ferenciek tere és a Ságvári tér (Vértanúk tere) között. A két dunai végpont az egykori ideiglenes Kossuth hídhoz jelentett kapcsolatot. Mivel a Ferenc József híd kiegészítő pontonhídját januárban egy jégzajlás elsodorta, a közlekedés az új hídon keresztül zajlott, a hídszerkezet megóvása érdekében menetrend szerinti autóbuszjáratok nem mehettek át rajta. A garázsmeneti autóbuszok azonban kénytelenek voltak a Kossuth hidat használni, szigorú sebességkorlátozások és követési távolságok betartásával.
Érdekességként megemlíthető, hogy az 1-es szünetelése alatt január 11-étől szintén 1-es számmal buszjárat közlekedett a Boráros tér–Kálvin tér–Ferenciek tere–Erzsébet tér–Szabadság tér útvonalon, melynek menetrendjét a Budáról a Ferencvárosi pályaudvarhoz közlekedő vonatokhoz hangolták. A viszonylatot kihasználatlanság miatt január 13-án meg is szüntették.
1946. február 27-től a pesti vonalrész a Ferenciek terétől a Baross térig hosszabbított útvonalon, Budán pedig a Lenke tér és az Endresz György tér (ma Magyar jakobinusok tere) között járt. 1946. március 6-ától újra szünetelt üzemanyaghiány miatt, de már március 20-án sikerült újraindítani a Deák Ferenc tér—Szabadság tér—Kossuth Lajos tér—Kossuth híd—Batthyány tér—Fő utca—Alagút—Attila utca—Döbrentei tér—Szent Gellért rakpart—Bartók Béla út—Móricz Zsigmond körtér útvonalon. Érdekesség, hogy ekkor egy vonaljegy 100 000 pengőbe került, míg alig négy hónap múlva már 20 trillió pengőbe. A kocsihelyzet nehézségeit mutatja, hogy a viszonylatra ekkoriban egyetlen autóbusz volt beosztva, tehát a járat óránként közlekedett.
A Szabadság híd megnyitása után nem sokkal, az új kocsibeszéseknek köszönhetően 1946. szeptember 11-étől az Oktogon és a Lenke tér között jártak az 1-es buszok, a megnyitott hídon keresztül. A Deák Ferenc tér és a Szabadság híd között a Váci utcán (visszafelé Kecskeméti utca) keresztül közlekedtek a kocsik a villamosokkal való párhuzamosság elkerülése érdekében. Az új útvonalvezetés nem vált be, a korabeli híradások szerint a kocsik kihasználatlanul, szinte üresen közlekedtek, ezért 1946. október 9-étől megszüntették. A felszabaduló kapacitást egyébként a 2-es viszonylat újbóli megindítására használták fel.
A városligeti budapesti Őszi Vásár alkalmából 1947. szeptember 5-étől 14-éig 1-es jelzéssel autóbuszok közlekedtek az Apponyi tértől a vásár területéig, a rendszeresen közlekedő viszonylat megindításáig azonban 1948. június 7-éig várni kellett. Ekkor a – régi, jól bevált útvonalán – Hősök tere és a Vörösmarty tér között indították újra. A járat megindítása ezúttal is kapcsolódott a Nemzetközi vásárhoz, ennek időtartama alatt a viszonylat a vásárig meghosszabbított útvonalon járt. Ugyancsak újraindult az 1A jelzésű betétjárat az Oktogon és Vásár főbejárata között, mely a Vásár befejeztével, tehát június 21-én szűnt meg.
1948 nyarától kezdődően jelentősen felgyorsult az autóbuszbeszerzés, mely új fejlesztéseket tett lehetővé. A hároméves terv első évfordulójának alkalmából a BSZKRT több új járatot indított vagy hosszabbított meg: az 1-est 1948. augusztus 2-től Budán a Kelenföldi pályaudvarig, Pesten pedig a Hermina út – Külső Andrássy út (ma Kós Károly sétány) kereszteződéséig a Széchenyi fürdő megközelítése érdekében. A Szabadság hidat a Ferenciek tere érintésével közelítették meg a buszok, a Kiskörútra a Kecskeméti utcánál (a Kálvin térnél) kanyarodtak. 1948. október 11-étől a téli szezon kezdetével újra csak a Hősök teréig járt, és a Városligetet feltáró nyári közlekedési rend végleg megszűnt.
Az 1949-es Őszi Vásár alkalmával szeptember 16-tól október 2-ig az 1-es buszok ismét a vásár területéig közlekedtek, de ez alkalommal nem indult 1A ingajárat. E járat legközelebb, s egyúttal utolsó alkalommal 1950. október 7-e és november 5-e között járt, de csak a Hősök tere és a Vásár főbejárat között. 1951 és 1953 között semmiféle viszonylat-módosítással nem járt a rendezvény, de 1954-től kezdődően ismét szerepet kapott ebben az 1-es viszonylat: a késő tavaszi ill. kora nyári időszakban megrendezett vásárok alkalmával a kocsik a vásári bejárathoz közlekedtek, egészen a 60-as évek végéig. Külön betétjárat nem indult. Szintén 1954-től kezdve a Népstadionban rendezett jelentősebb futballmérkőzések idején az 1-es járat útvonalát rendszerint a stadionig hosszabbították.
Az 1-es buszokat a Szabadság híd forgalmának csökkentése, illetve Buda belső kapcsolatainak javítása érdekében 1951. május 15-étől a Lánchídra terelték, ahol az alagúton áthaladva az Attila úton keresztül érte el az addigi dél-budai szakaszát. A kimaradó frekventált Ferenciek tere – Dimitrov tér (Fővám tér) szakaszt az e naptól módosított útvonalon közlekedő 7-es busz pótolta.
Az 1956-os forradalom idején fővárosszerte leállt az autóbusz-közlekedés. Az 1-es viszonylat csak 1957. január 10-én indult újra: a kocsik az alagút érintése nélkül a Lánchíd utcán át közelítették meg a Gellért teret. Az érintett régi útvonalon lakók illetve az illetékes kerületi Tanács kérésére 1957. december 30-ától a Clark Ádám tértől ismét az Alagúton és az Attila úton keresztül járt. Az Alagút közúti forgalma azonban évek múltán egyre inkább fokozódott, hiszen az Erzsébet híd híján más célszerű útvonal nem állt rendelkezésre. Ennek következtében kényszerűség folytán a viszonylat 1961. december 4-től ismét a Lánchíd utcán keresztül járt.
1961. április 21-én kísérletképpen a Hősök tere végállomásán fotocellás érzékelőt helyeztek ki, így a központból is tudták hány darab autóbusz tartózkodik a végállomáson. 1964. április 13-ától megkezdődött a József Attila utca felújítása és a sávok számának bővítése a mai állapotok szerint. A nagyszabású munkálatok alatt, kezdetben ideiglenes jelleggel az 1-es járat a Bajcsy-Zsilinszky út – Kiskörút – Szabadság hídon keresztül érte el Budát, ám ez az útvonal annyira bevált, hogy a munkálatok befejeztével véglegesítették. 1966. január 24-én a 25-ös busz rövidítése miatt a Kacsóh Pongrác úti sorompóig hosszabbították - a két viszonylat a vasút két oldalán állt meg. A Hungária körúti felüljáró építése miatt 1969. április 21-étől az Erzsébet királyné útjáig járt.
Az 1970-es évekre a járat forgalma igen megnőtt, mivel a Belvárost hatékonyan kötötte össze két irányban is, elsősorban Dél-Budán keresztül a Kelenföldi pályaudvarral, másrészt pedig az Andrássy út alkotta főtengellyel. 1970. november 21-én végállomása átkerült az új Kacsóh Pongrác úti végállomásra, amit a kisföldalatti végállomásának is terveztek, de az csak 1973-ban érte el. 1980. május 6-ától az M3-as autópálya bevezetőjének építése miatt újra az Erzsébet királyné útjáig járt, a korábbi forgalmi rend csak 1982. december 15-én állt helyre.
1981-ben elindult a 1-es jelzésű gyorsjárat a Kelenföldi pályaudvar és a Hősök tere között, majd 1990. augusztus 31-én kihasználatlanság miatt megszűnt.
1995. március 5-étől a kisföldalatti felújítása miatt a BKV ideiglenesen szüneteltette a metrópótló busz miatti párhuzamosságra hivatkozva. A felújítás befejezését követően már nem indították újra.
2018. május 6-án a BKV 50 éves fennállása alkalmával tartott rendezvénysorozat egyik programjaként N1-es jelzésű nosztalgiabusz közlekedett az 1-es busz útvonalán a Mexikói út és Kelenföld vasútállomás között.
Az N1-es jelzésű nosztalgiabusz 2019. május 25-én újra közlekedett, de a Kós Károly sétány helyett az Állatkerti körúton.

## Útvonala
| Mexikói út felé |
| Etele tér, Kelenföldi pályaudvar vá. – Vasút utca – Bartók Béla út – Szent Gellért tér – Szabadság híd – Fővám tér – Vámház körút – Kálvin tér – Múzeum körút – Károly körút – Bajcsy-Zsilinszky út – Andrássy út – Hősök tere – Kós Károly sétány – M3-as felüljáró – Amerikai út – Mexikói út vá.               |
| Etele tér, Kelenföldi pályaudvar felé |
| Mexikói út vá. – Mexikói út – Szőnyi út – M3-as felüljáró – Kós Károly sétány – Hősök tere – Andrássy út – Bajcsy-Zsilinszky út – Károly körút – Múzeum körút – Kálvin tér – Vámház körút – Fővám tér – Szabadság híd – Szent Gellért tér – Bartók Béla út – Kelenföldi út – Etele tér, Kelenföldi pályaudvar vá. |

## Megállóhelyei
| 0  | Etele tér, Kelenföldi pályaudvar végállomás | 36 | 7, 83, 141 19, 49 Budapest-Kelenföld                                                       |
| 1  | Szent Gellért templom                       | 35 | 19, 49                                                                                     |
| 2  | Bánk bán utca (↓) Csóka utca (↑)            | 34 | 19, 49                                                                                     |
| 3  | Hamzsabégi út (↓) Tétényi út (↑)            | 33 | 19, 49                                                                                     |
| 5  | Kosztolányi Dezső tér                       | 31 | 7, 7A, 7, 12, 14, 40, 41, 41, 53, 72, 86, 86, 87, 87A, 87B, 114, 153, 173 19, 49           |
| 7  | Móricz Zsigmond körtér                      | 29 | 3, 3, 7, 7A, 7, 10, 10A, 27, 40, 40, 40E, 53, 110, 127, 153, 173 6, 18, 19, 41, 47, 49, 61 |
| 9  | Szent Gellért tér                           | 27 | 7, 7A, 86, 86 18, 19, 47, 49                                                               |
| 11 | Fővám tér                                   | 25 | 15 2, 2A, 47, 49 83                                                                        |
| 13 | Kálvin tér                                  | 23 | 9, 15 47, 49 83                                                                            |
| 15 | Astoria                                     | 21 | 7, 7A, 9, 78 47, 49 74                                                                     |
| 17 | Deák Ferenc tér                             | 19 | Millenniumi Földalatti Vasút 4, 9, 16 47, 49                                               |
| 19 | Andrássy út (↓) Bajcsy-Zsilinszky út (↑)    | 17 | Millenniumi Földalatti Vasút 4, 4, 105                                                     |
| 20 | Opera                                       | 16 | Millenniumi Földalatti Vasút 4, 105 70, 78                                                 |
| 21 | Oktogon                                     | 15 | Millenniumi Földalatti Vasút 4, 4, 105 4, 6                                                |
| 23 | Kodály Körönd                               | 13 | Millenniumi Földalatti Vasút 4, 33, 105                                                    |
| 25 | Bajza utca                                  | 11 | Millenniumi Földalatti Vasút 4, 33, 105                                                    |
| 27 | Hősök tere                                  | 9  | Millenniumi Földalatti Vasút 4, 4, 20, 30, 105                                             |
| 30 | Széchenyi Gyógyfürdő                        | 6  | Millenniumi Földalatti Vasút                                                               |
| 34 | Amerikai út (↓) Kacsóh Pongrác út (↑)       | 2  | 32, 32 74, 74A                                                                             |
| 36 | Mexikói út végállomás                       | 0  | Millenniumi Földalatti Vasút 25, 25, 25A 1, 69 74, 74A                                     |